# Werner Berndt (Schauspieler)
Werner Berndt (* 1. Februar 1931 in Dresden; † 2002) war ein deutscher Schauspieler und Hörspielsprecher.

## Wirken
Berndt wirkte ab den frühen 1950er-Jahren in einer Reihe von Fernsehfilmen mit; dabei arbeitete er mit Regisseuren wie Wilm ten Haaf, Peter Hagen, Martin Hellberg, Hubert Hoelzke, Michael Kehlmann, Ulrich Lauterbach, Harald Mannl, Hans Müller, Werner Schulz-Wittan, Helmut Spieß und Paul Verhoeven zusammen. In den 1960er- und 1970er-Jahren arbeitete er für das Fernsehen u. a. mit Klaus Wagner, Rainer Wolffhardt, Horst Flick und Rainer Boldt; außerdem war er ab 1973 in zahlreichen Fernsehserien zu sehen wie in Lokaltermin, Unter Ausschluß der Öffentlichkeit, Kommissariat 9, Lemmi und die Schmöker, Sonne, Wein und harte Nüsse, Engels & Consorten und Ein Fall für zwei.
Neben seiner Arbeit für das Fernsehen hatte er Engagements an deutschen Theaterbühnen; er trat mit Texten deutscher Nachkriegslyriker wie Gottfried Benn, Günter Grass, Erich Fried oder Ingeborg Bachmann auf. Ferner veranstaltete er diverse Brecht-Lesungen im Rahmen der Frankfurter Buchmesse.
Ab 1990 hatte Berndt kleinere Rollen in Fernsehserien wie Das Erbe der Guldenburgs, Immenhof und Die Wache; 1993 bis 1996 spielte er den Bauern Knut Schintz in der Fernsehserie Der Landarzt. Des Weiteren hatte er Rollen in den Tatort-Folgen Die Rechnung wird nachgereicht (1975, mit Klaus Höhne) und in den NDR-Produktionen (mit Manfred Krug und Charles Brauer) Schmutzarbeit (1989) und Mord hinterm Deich (1997). Zuletzt war er noch in Die Männer vom K3 und Großstadtrevier zu sehen.
Als Hörspielsprecher war er seit 1956 aktiv, zunächst beim Rundfunk der DDR (Grüne Oliven und nackte Berge), danach vorwiegend für den Hessischen Rundfunk und den Südwestfunk.

## Filmografie
- 1953: Das kleine und das große Glück (Regie Martin Hellberg)
- 1954: Hexen (Regie Helmut Spieß)
- 1954: Der Fall Dr. Wagner (Regie Harald Mannl)
- 1954: Carola Lamberti – Eine vom Zirkus (Regie Hans Müller)
- 1955: Stürmischer Lebensabend (Regie Werner Schulz-Wittan) (Fernsehfilm)
- 1956: Vorsicht, bissig! (Regie Hubert Hoelzke)
- 1956: Kawulke contra Meyer (Regie Fred Mahr)
- 1956: Startverbot (Regie Peter Hagen)
- 1957: Der versteinerte Wald (Regie Michael Kehlmann)
- 1959: Nachtasyl (nach Maxim Gorki, Regie Paul Verhoeven)
- 1960: Instinkt ist alles (Regie Wilm ten Haaf)
- 1960: Der Geizige (nach Molière, Regie)
- 1965: Der Kandidat (Regie Klaus Wagner)
- 1972: Auf Befehl erschossen – Die Brüder Sass, einst Berlins große Ganoven (Regie Rainer Wolffhardt)
- 1973: Einladung zur Enthauptung (Regie Horst Flick)
- 1973: Lokaltermin (TV-Serie) – Die schwarze Hand
- 1974: Unter Ausschluß der Öffentlichkeit (Fernsehserie, 1 Folge)
- 1975: Kommissariat 9 (TV-Serie) – Streben Sie vorwärts
- 1975: Lockruf des Goldes (TV-Vierteiler)
- 1975: Lemmi und die Schmöker (TV-Serie)
- 1975: Tatort: Die Rechnung wird nachgereicht (Regie Fritz Umgelter) (Fernsehreihe)
- 1976: Menschenfresser (Regie Rainer Boldt)
- 1979: Sonne, Wein und harte Nüsse
- 1983: Der Zappler (Regie Wolfram Deutschmann)
- 1984: Tiere und Menschen  (TV-Serie)
- 1985: Geblendeter Augenblick – Anton Weberns Tod (Regie Gert Jonke)
- 1986: Engels & Consorten (Fernsehserie)
- 1988: Vergessen Sie’s (Regie C. Cay Wesnigk)
- 1988: Ein Fall für zwei (TV-Serie) – Wer Gewalt sät…
- 1989: Tatort: Schmutzarbeit (Regie Werner Masten)
- 1990: Das Erbe der Guldenburgs (TV-Serie, 1 Folge)
- 1991: Leonie Löwenherz (TV-Serie, 2 Folgen)
- 1994: Immenhof (Fernsehserie, 1 Folge)
- 1995: Die Wache (TV-Serie, 1 Folge)
- 1987–1996: Der Landarzt (TV-Serie, 20 Folgen)
- 1988, 2002: Die Männer vom K3 (TV-Serie, 2 Folgen)
- 1989–2003: Großstadtrevier (TV-Serie, 4 Folgen)
- 1997: Tatort: Mord hinterm Deich (Regie Olaf Kreinsen)

## Hörspiele
- 1956: Eduard Claudius: Grüne Oliven und nackte Berge – Regie: Fritz Göhler
- 1957: Alfred Prugel: Auguste Rodin – Regie: Fränze Roloff
- 1958: Alfred Prugel: Hudsonbai – Regie: Mathias Neumann
- 1958: Dagmar Nick: Die Flucht – Regie: Martin Walser
- 1959: Renzo Rosso: Frontbericht – Übersetzung aus dem Italienischen und Regie: Heinz von Cramer
- 1959: Hans Hömberg: Der Mann mit dem Hämmerchen – Regie: Herbert Brunar
- 1960: Hermann Bahr: Die Stimme – Regie: Mathias Neumann
- 1961: Kurt Heynicke: Ein heißes Eisen – Regie: Theodor Steiner
- 1961: Rainer Simons: Der Theaterdirektor und der Weltfrieden – Regie: Ulrich Lauterbach
- 1962: Peter Weiss: Der Turm – Regie: Walter Knaus
- 1962: Pierre Boulle: Die Kehrseite der Medaille – Regie: Theodor Steiner
- 1963: Bertolt Brecht: Leben Eduards II. von England. nach Christopher Marlowe – Bearbeitung, Komposition und Regie: Winfried Zillig
- 1964: Günter Grass: Eine öffentliche Diskussion – Regie: Ulrich Lauterbach
- 1964: Giles Cooper: Unman, Wittering und Zigo – Regie: Heinz-Otto Müller
- 1969: Hans Christian Andersen: Die Prinzessin und der Schweinehirt – Regie: Lothar Schluck
- 1969/70: Gisela Prugel: Hier Familie Hansen (Hörspielserie – 12 Folgen) – Regie: Lothar Schluck
- 1972: Richard Hey: Ende gut, alles schlecht. Ein bürgerliches Singspiel fürs Radio – Regie: Richard Hey
- 1983: Peter Steinbach: Die kalte Hand des Aeronauten – Regie: Peter Steinbach